# Список українських спортсменів — учасників Всесвітніх ігор 2017

## Перелік українських спортсменів— учасників Всесвітніх ігор 2017 у складі національної збірної України
| #  | Прізвище та ім'я особи  | Дата народження   | Дата смерті | Місце народження                        | Вид спорту                          | Дисципліни                                                                               | Регіон                                | Найкращий результат(місце) | Фото |
| -- | ----------------------- | ----------------- | ----------- | --------------------------------------- | ----------------------------------- | ---------------------------------------------------------------------------------------- | ------------------------------------- | -------------------------- | ---- |
| 1  | Даниїл Болдирев         | 15 травня 1992    |             | Донецьк, Донецька область, Україна      | Скелелазіння                        | швидкісне скелелазіння                                                                   | Одеська область                       | 2                          |      |
| 2  | Вікторія Мазур          | 15 жовтня 1994    |             | Луганськ, Луганська область, Україна    | Художня гімнастика                  | вправи з м`ячем, обручем, стрічкою та булавами серед жінок                               |                                       | 6                          | mini |
| 3  | Олена Дяченко           | 15 червня 2001    |             |                                         | Художня гімнастика                  | вправи з м`ячем, обручем, стрічкою та булавами серед жінок                               | м. Київ                               |                            |      |
| 4  | Дмитро Бєдєвкін         | 9 червня 1996     |             |                                         | Стрибки на батуті                   | синхронні стрибки на батуті серед чоловіків                                              | Харківська область                    | 2                          |      |
| 5  | Микола Просторов        | 18 грудня 1994    |             |                                         | Стрибки на батуті                   | синхронні стрибки на батуті серед чоловіків                                              | Харківська область                    | 2                          |      |
| 6  | Світлана Малькова       | 24 серпня 1990    |             |                                         | Стрибки на батуті                   | синхронні стрибки на батуті серед жінок                                                  | Миколаївська область                  | 1                          |      |
| 7  | Наталія Москвіна        | 9 червня 1988     |             | Харків, Харківська область, Україна     | Стрибки на батуті                   | індивідуальні та синхронні стрибки на батуті серед жінок                                 | Харківська область                    | 1                          |      |
| 8  | Катерина Баєва          | 19 липня 1987     |             |                                         | Спортивна акробатика                | стрибки на акробатичній доріжці серед жінок                                              | Дніпропетровська область              |                            |      |
| 9  | Станіслав Подостроєць   | 23 березня 1994   |             |                                         | Спортивна акробатика                | стрибки на акробатичній доріжці серед чоловіків                                          | м. Київ                               |                            |      |
| 10 | Вероніка Габелок        | 2 грудня 2001     |             |                                         | Спортивна акробатика                | парна першість серед жінок                                                               | Одеська область                       |                            |      |
| 11 | Ірина Назімова          | 7 лютого 1997     |             |                                         | Спортивна акробатика                | парна першість серед жінок                                                               | Одеська область                       |                            |      |
| 12 | Владислав Кукурудз      | 13 листопада 2001 |             |                                         | Спортивна акробатика                | групова першість серед чоловіків                                                         | Львівська область                     | 5                          |      |
| 13 | Станіслав Кукурудз      | 10 березня 1998   |             |                                         | Спортивна акробатика                | групова першість серед чоловіків                                                         | Львівська область                     | 5                          |      |
| 14 | Юрій Пуш                | 23 липня 1997     |             |                                         | Спортивна акробатика                | групова першість серед чоловіків                                                         | Львівська область                     | 5                          |      |
| 15 | Тарас Яруш              | 4 січня 1995      |             |                                         | Спортивна акробатика                | групова першість серед чоловіків                                                         | Львівська область                     | 5                          |      |
| 16 | Катерина Великодна      | 30 серпня 1995    |             |                                         | Спортивна аеробіка                  | аеростеп                                                                                 | Сумська область                       |                            |      |
| 17 | Дар'я Гуцалюк           | 15 квітня 1994    |             |                                         | Спортивна аеробіка                  | аеростеп                                                                                 | Запорізька область                    |                            |      |
| 18 | Олександра Мохорт       | 2 жовтня 1998     |             |                                         | Спортивна аеробіка                  | аеростеп                                                                                 | Житомирська область                   |                            |      |
| 19 | Олександра Плющ         | 23 грудня 1994    |             |                                         | Спортивна аеробіка                  | аеростеп                                                                                 | Запорізька область                    |                            |      |
| 20 | Олександра Подопригора  | 26 січня 1996     |             |                                         | Спортивна аеробіка                  | аеростеп                                                                                 | Запорізька область                    |                            |      |
| 21 | Катерина Сачік          | 9 листопада 1994  |             |                                         | Спортивна аеробіка                  | аеростеп                                                                                 | м. Київ                               |                            |      |
| 22 | Дар'я Суботіна          | 28 травня 1997    |             |                                         | Спортивна аеробіка                  | аеростеп                                                                                 | Запорізька область                    |                            |      |
| 23 | Катерина Черкез         | 25 травня 1995    |             |                                         | Спортивна аеробіка                  | аеростеп                                                                                 | Запорізька область                    |                            |      |
| 24 | Станіслав Горуна        | 1 березня 1989    |             |                                         | карате                              | вагова категорія до 75 кг серед чоловіків                                                | Львівська область                     | 1                          | mini |
| 25 | Аніта Серьогіна         | 16 січня 1990     |             |                                         | карате                              | вагова категорія до 61 кг серед жінок                                                    | Одеська область                       | 2                          |      |
| 26 | Катерина Крива          | 6 лютого 1992     |             | Нова Ушиця, Хмельницька область         | карате                              | вагова категорія до 50 кг серед жінок                                                    | Львівська область                     |                            |      |
| 27 | Іванна Березовська      | 19 січня 1991     |             |                                         | сумо                                | вагова категорія до 125 кг серед жінок                                                   | Київська область                      | 2                          |      |
| 28 | Аліна Бойкова           | 12 січня 1985     |             |                                         | сумо                                | вагова категорія до 65 кг серед жінок                                                    | Чернігівська область                  |                            |      |
| 29 | Марія Дрбоян            | 11 січня 1995     |             |                                         | сумо                                | вагова категорія до 65 кг серед жінок                                                    | Харківська область                    |                            |      |
| 30 | Марина Максименко       | 24 березня 1988   |             |                                         | сумо                                | вагова категорія до 80 кг серед жінок                                                    | Херсонська область                    | 3                          |      |
| 31 | Світлана Тросюк         | 29 лютого 1988    |             |                                         | сумо                                | вагова категорія до 65 кг серед жінок                                                    | Вінницька область                     | 1                          |      |
| 32 | Костянтин Булатов       | 10 жовтня 1991    |             |                                         | сумо                                | вагова категорія до 85 кг серед чоловіків                                                | Сумська область                       |                            |      |
| 33 | Олександр Вересюк       | 11 березня 1989   |             |                                         | сумо                                | вагова категорія понад 115 кг серед чоловіків                                            | Одеська область                       |                            |      |
| 34 | Микола Кожухов          | 3 квітня 1994     |             |                                         | сумо                                | вагова категорія до 105 кг серед чоловіків                                               | Сумська область                       |                            |      |
| 35 | Сергій Соколовський     | 16 січня 1997     |             |                                         | сумо                                | вагова категорія понад 115 кг серед чоловіків                                            | Запорізька область                    |                            |      |
| 36 | Іван Настенко           | 9 лютого 1985     |             |                                         | Джиу-джицу                          | файтинг, вагова категорія до 85 кг серед чоловіків                                       | м. Київ                               |                            |      |
| 35 | Богдан Мочульський      | 4 серпня 1996     |             |                                         | Джиу-джицу                          | вагова категорія до 62 кг серед чоловіків                                                | Волинська область                     | 1                          |      |
| 36 | Вікторія Іванець        | 1 червня 1999     |             |                                         | таїландський бокс муей-тай          | вагова категорія до 60 кг серед жінок                                                    | Чернігівська область                  |                            |      |
| 37 | Сергій Куляба           | 31 серпня 1991    |             |                                         | таїландський бокс муей-тай          | вагова категорія до 67 кг серед чоловіків                                                | Одеська область                       | 1                          |      |
| 38 | Ігор Любченко           | 16 березня 1991   |             |                                         | таїландський бокс муей-тай          | вагова категорія до 63,5 кг серед чоловіків                                              | Одеська область                       | 1                          |      |
| 39 | Станіслав Прежановський | 6 липня 1991      |             |                                         | таїландський бокс муей-тай          | вагова категорія до 75 кг серед чоловіків                                                | Харківська область                    | не стартував чере травму   |      |
| 39 | Василь Сорокін          | [[]] [[]]         |             |                                         | таїландський бокс муей-тай          | вагова категорія до 75 кг серед чоловіків                                                |                                       | 2                          |      |
| 40 | Олег Приймачов          | 11 листопада 1989 |             |                                         | таїландський бокс муей-тай          | вагова категорія до 75 кг серед чоловіків                                                | Полтавська область                    | 1                          |      |
| 41 | Наталія Мартюхіна       | 19 січня 1992     |             |                                         | кікбоксинг WAKO                     | К-1, вагова категорія до 60 кг серед жінок                                               | Донецька область                      |                            |      |
| 42 | Роман Головатюк         | 30 вересня 1995   |             |                                         | кікбоксинг WAKO                     | К-1, вагова категорія понад 91 кг серед чоловіків                                        | Хмельницька область                   | 3                          |      |
| 43 | Віталій Дубина          | 12 листопада 1994 |             |                                         | кікбоксинг WAKO                     | К-1, вагова категорія до 71 кг серед чоловіків                                           | Херсонська область                    | 1                          |      |
| 44 | Юрій Перетятько         | 4 липня 1991      |             |                                         | кікбоксинг WAKO                     | К-1, вагова категорія до 67 кг серед чоловіків                                           | Дніпропетровська область              |                            |      |
| 45 | Орфан Санадзе           | 1 листопада 1993  |             |                                         | кікбоксинг WAKO                     | К-1, вагова категорія до 63,5 кг серед чоловіків                                         | Дніпропетровська область              | 1                          |      |
| 46 | Надія Волинська         | 18 квітня 1984    |             |                                         | Спортивне орієнтування              | спринт, спринтерська естафета, середня дистанція серед жінок                             | Львівська область                     |                            |      |
| 47 | Катерина Дзема          | 9 вересня 1994    |             |                                         | Спортивне орієнтування              | спортивне, орієнтування, спринт, спринтерська естафета серед жінок                       | Вінницька область                     |                            |      |
| 48 | Руслан Глібов           | 28 січня 1987     |             |                                         | Спортивне орієнтування              | спортивне орієнтування, спринт, спринтерська естафета, середня дистанція серед чоловіків | Дніпропетровська область              |                            |      |
| 49 | Олександр Кратов        | 31 березня 1985   |             |                                         | Спортивне орієнтування              | спортивне орієнтування, спринт, спринтерська естафета, середня дистанція серед чоловіків | Львівська область                     |                            |      |
| 50 | Дар'я Ковальова         | 14 грудня 1994    |             |                                         | Боулінг                             | індивідуальні та командні виступи серед жінок                                            | м. Київ                               | 4                          |      |
| 51 | Лілія Кононенко         | 9 серпня 1966     |             |                                         | Боулінг                             | індивідуальні та командні виступи серед жінок                                            | Чернігівська область                  |                            |      |
| 52 | Аліна Бушма             | 6 грудня 2000     |             |                                         | Сквош                               | Індивідуальна першість серед жінок                                                       | м. Київ                               |                            |      |
| 53 | Надія Усенко            | 29 січня 2000     |             |                                         | Сквош                               | Індивідуальна першість серед жінок                                                       | м. Київ                               |                            |      |
| 54 | Костянтин Рибальченко   | 15 вересня 1979   |             |                                         | Сквош                               | Індивідуальна першість серед чоловіків                                                   | Київ                                  |                            |      |
| 55 | Оксана Лук'яненко       | 19 червня 1996    |             |                                         | Спортивні танці                     | латина                                                                                   | Миколаївська область                  |                            |      |
| 56 | Роман Гербей            | 18 вересня 1992   |             |                                         | Спортивні танці                     | латина                                                                                   | Миколаївська область                  |                            |      |
| 57 | Андрій Стальний         | 12 вересня 1959   |             |                                         | Парашутний спорт                    | купольне пілотування серед чоловіків                                                     | м. Київ                               | 31                         |      |
| 58 | Анастасія Антоняк       | 21 червня 1997    |             |                                         | Підводне плавання                   | плавання в ластах серед жінок, 200 та 400 метрів                                         | Харківська область                    | 3                          |      |
| 59 | Катерина Дєлова         | 24 липня 1983     |             |                                         | Підводне плавання                   | пірнання, 50 метрів, 4х100 м естафета серед жінок                                        | Харківська область                    | 3                          |      |
| 60 | Світлана Жукова         | 30 листопада 1996 |             |                                         | Підводне плавання                   | плавання в ластах, естафета 4х100 метрів серед жінок                                     | Харківська область                    |                            |      |
| 61 | Ірина Пікінер           | 9 березня 1990    |             |                                         | Підводне плавання                   | плавання в біластах серед жінок, 50 і 100 метрів                                         | Дніпропетровська область              | 3                          |      |
| 62 | Валентина Резник        | 8 листопада 2001  |             |                                         | Підводне плавання                   | плавання в ластах, естафета 4х100 метрів серед жінок                                     | Луганська область                     |                            |      |
| 63 | Ксенія Скрипель         | 19 жовтня 1990    |             |                                         | Підводне плавання                   | плавання в біластах серед жінок,                                                         | Харківська область                    |                            |      |
| 64 | Юлія Чумак              | 10 червня 1996    |             |                                         | Підводне плавання                   | плавання в ластах серед жінок, 400 метрів                                                | Київська область                      |                            |      |
| 65 | Данило Фільченко        | 17 вересня 1998   |             |                                         | Водно-лижний спорт                  | вагова категорія до 65 кг серед жінок                                                    | Дніпропетровська область              |                            |      |
| 66 | Олена Буряк             | 8 лютого 1988     |             | Миколаїв, Миколаївська область, Україна | Академічне веслування у приміщеннях | веслування на ергометрах к серед жінок                                                   | Миколаївська область                  | 1                          | mini |
| 67 | Антон Бондаренко        | 12 вересня 1992   |             |                                         | Академічне веслування у приміщеннях | веслування на ергометрах серед чоловіків                                                 | Миколаївська область                  |                            |      |
| 68 | Катерина Клименко       | 17 липня 1985     |             |                                         | пауерліфтинг                        | легка вага, серед жінок                                                                  | Полтавська область                    | 6                          |      |
| 69 | Тетяна Мельник          | 12 серпня 1985    |             |                                         | пауерліфтинг                        | надважка вага, серед жінок                                                               | Хмельницька область                   | 2                          |      |
| 70 | Лариса Соловйова        | 14 грудня 1978    |             | Полтава, Полтавська область, Україна    | пауерліфтинг                        | середня вага, серед жінок                                                                | м. Київ                               | 1                          |      |
| 71 | Євгенія Тішакова        | 23 грудня 1989    |             |                                         | пауерліфтинг                        | надважка вага, серед жінок                                                               | Харківська область                    |                            |      |
| 72 | Сергій Білий            | 27 лютого 1990    |             |                                         | пауерліфтинг                        | важка вага серед чоловіків                                                               | Харківська область                    | 1                          |      |
| 73 | Олексій Бичков          | 19 жовтня 1985    |             |                                         | пауерліфтинг                        | надважка вага серед чоловіків                                                            | Донецька область                      | не виконав вдалих спроб    |      |
| 75 | Андрій Наньєв           | 3 грудня 1984     |             |                                         | пауерліфтинг                        | середня вага серед чоловіків                                                             | м. Київ                               | 3                          |      |
| 76 | Володимир Рисєв         | 30 березня 1982   |             |                                         | пауерліфтинг                        | середня вага серед чоловіків                                                             | Луганська область                     | 2                          |      |
| 77 | Олексій Рокочий         | 11 травня 1981    |             |                                         | пауерліфтинг                        | надважка вага серед чоловіків                                                            | Донецька область                      | 1                          |      |
| 78 | Дмитро Семененко        | 3 листопада 1988  |             |                                         | пауерліфтинг                        | важка вага серед чоловіків                                                               | Луганська область, Херсонська область | 3                          |      |